# Louis Kentner
Louis Kentner (ur. 19 lipca 1905 w Karwinie, zm. 21 września 1987 w Londynie) – węgiersko-brytyjski pianista, laureat V nagrody na II Międzynarodowym Konkursie Pianistycznym im. Fryderyka Chopina.

## Życiorys
Na fortepianie zaczął grać w wieku pięciu lat. W 1922 ukończył studia na Akademii Muzycznej w Budapeszcie. W 1932 reprezentował Węgry na II Międzynarodowym Konkursie Pianistycznym im. Fryderyka Chopina, gdzie zajął V miejsce. Rok później zdobył II nagrodę na Międzynarodowym Konkursie Pianistycznym im. Ferenca Liszta w Budapeszcie, a w 1935 wyemigrował z Węgier do Wielkiej Brytanii.
W trakcie trwającej kilkadziesiąt lat kariery występował w wielu krajach. Przed II wojną światową koncertował głównie w Europie. Po wojnie grał m.in. w Indiach (1954), Stanach Zjednoczonych (1956) i podczas Międzynarodowego Festiwalu Chopinowskiego w Dusznikach-Zdroju (1977).
Był jurorem wielu konkursów pianistycznych, w tym trzech Konkursów Chopinowskich (1955, 1975, 1980), a także konkursów w Budapeszcie, Leeds, Bolzano i Montrealu. Podczas X Konkursu Chopinowskiego opuścił demonstracyjnie jury po ogłoszeniu wyników pierwszego etapu, kontestując wyłonioną grupę pianistów. Skandal ten został przyćmiony kolejnym, gdy po trzecim etapie jury opuściła Martha Argerich.
W 1978 został Komandorem Orderu Imperium Brytyjskiego (CBE).
Był dwukrotnie żonaty. Jego pierwszą żoną była węgierska pianistka Ilona Kabos, z którą rozwiódł się w 1945. Jego drugą żoną była Griselda Gould.

## Repertuar i dyskografia
Dysponował bogatym repertuarem, w którym znajdowały się utwory m.in. Fryderyka Chopina, Wolfganga Amadeusa Mozarta, Johannesa Brahmsa, Ferenca Liszta i Béli Bartóka. Przez wiele lat współpracował artystycznie z Yehudim Menuhinem. Nagrał wiele płyt dla różnych wytwórni muzycznych.